# Iquique

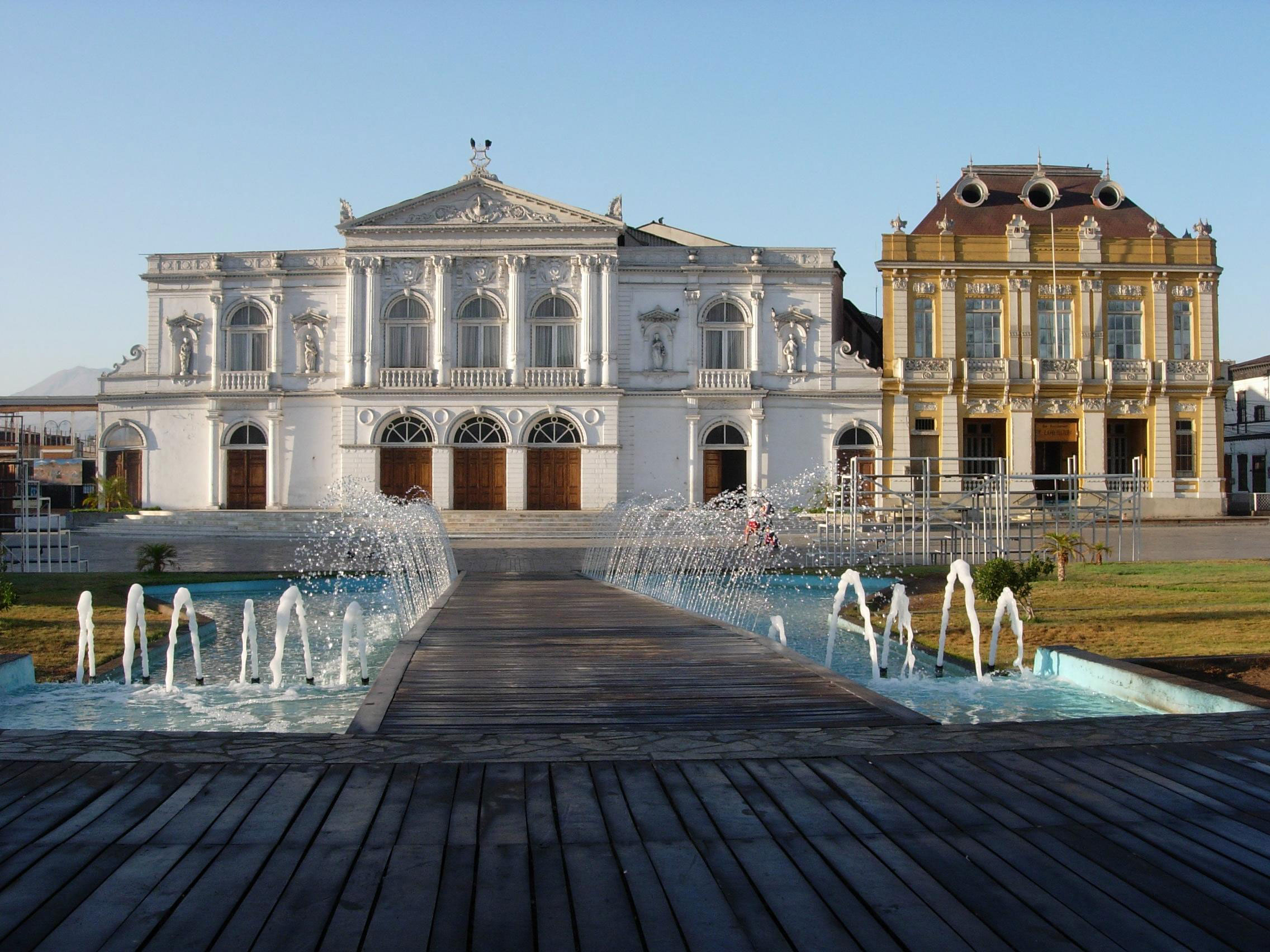
Teatre Municipal de Iquique.

Iquique és una ciutat port i comuna capital de la I Regió de Tarapacá, Xile. Forma part de la província d'Iquique i integra juntament amb les comunas d'Alt Hospici, Huara, Camiña, Colchane, Pica (Xile) i Pou Almonte el Districte Electoral N° 2 i pertany a la 1a Circumscripció Senatorial (Tarapacá).
Entre 1821 i 1884 va pertànyer a la república del Perú.

## Geografia
- Latitud: 20° 13′ S
- Longitud: 070° 10′ O

## Persones destacades
- Arturo Godoy, boxejador
- Bobby Deglané, locutor de ràdio establert a Espanya